# Grootbroek (Molenbeersel)
Het Grootbroek is een natuurgebied ten westen van Molenbeersel. Het 142 ha grote gebied is eigendom van het Agentschap voor Natuur en Bos.
Van oorsprong is dit gebied een doorstroommoeras van de Abeek. Omstreeks 1870 werd de Lossing gegraven die ook dit gebied moest ontwateren. Er werd bos aangeplant, en sinds 1998 wordt het gebied beheerd als bosreservaat. Hierbij wordt de ontwikkeling van het bos de vrije loop gelaten.
Het westelijk deel van het reservaat omvat vooral elzenbroekbos, en het oostelijk deel is eiken-elzenbos. Ook zijn er heiderestanten en moerasgebieden. Een zeldzame soort in dit gebied is de grote weerschijnvlinder.
Het Grootbroek maakt deel uit van het grensgebied Kempen-Broek. Het sluit aan op het Stramprooierbroek en het Hasselterbroek.

## Cultuurhistorie
In het Grootbroek bevindt zich de Woutershoeve, een accommodatie voor jeugdverenigingen zoals scouting. De hoeve werd gesticht in 1884 door Charles Wauters, die aandeelhouder was van de Generale Bank van Landbouw en Openbare Werken (Banque générale pour favoriser l'Agriculture et les Travaux Publics), en heette oorspronkelijk Kasteel Grootbroek. De bank ging echter failliet, doordat de ontgonnen broekgebieden nauwelijks rendabel waren. De bezittingen werden verdeeld onder de aandeelhouders en ook Wauters kreeg een stuk grond toegewezen. In 1968 werd het gebouw gekocht door het Katholieke Meisjesgilde en kreeg het zijn huidige naam. In 1979 kwam het gebouw aan de Vlaamse Scouts en Meisjesgilden.
In de nabijheid van de Woutershoeve bevindt zich een neoromaanse kapel, gebouwd in 1946 door de familie Hechtermans, uit dankbaarheid dat deze gespaard bleef van de gevolgen van de Tweede Wereldoorlog.